# Parádsasvár
Parádsasvár is een plaats (község) en gemeente in het Hongaarse comitaat Heves. Parádsasvár telt 568 inwoners (2002).